# چاویلی
شاویل (به فرانسوی: Chaville) یک کمون (فرانسه) در فرانسه است که در Seine-et-Oise واقع شده‌است. چاویلی ۳٫۵۵ کیلومتر مربع مساحت دارد.

## خواهرخوانده
شهرهای منطقه بارنت لندن، آلسفلد و ستیمو تورینزه خواهرخوانده‌های شاویل هستند.